# 短臂南海龍
短臂南海龍（学名：Nannocampus pictus），為輻鰭魚綱棘背魚目海龍魚科的其中一種，分布於印度西太平洋區，包括東非、南非、留尼旺、模里西斯、斯里蘭卡、澳洲海域，棲息深度9-18公尺，體長可達10公分，棲息在珊瑚礁及潮池，卵胎生。